# La Becquée
La Becquée (te vertalen als Een snavel vol eten) of Vrouw die haar kinderen middageten geeft (Frans: Femme faisant déjeuner ses enfants) is een schilderij van Jean-François Millet uit circa 1860. Het maakt deel uit van de collectie van het Museum voor Schone Kunsten in Rijsel .

## Voorstelling
Op het schilderij is een moeder te zien die, gehurkt op een krukje voor de deur van haar boerderij, soep geeft aan haar drie kinderen die op de drempel zitten, terwijl de vader op de achtergrond zijn tuin omgraaft. In een brief aan de kunstcriticus Théophile Thoré-Bürger, die het doek zag tijdens een tentoonstelling in de Galerie Martinet, legt Millet zijn bedoeling uit: "Ik zou willen dat men zich bij Vrouw die haar kinderen middageten geeft een nest jonge vogels voorstelt die van hun moeder een snavel vol eten krijgen. De man werkt om die wezens daar te voeden."
La Becquée is het resultaat van een lang proces. De eerste schetsen en voorbereidende tekeningen, waarvan sommige ook worden bewaard in het Museum voor Schone Kunsten, dateren uit de jaren 1848-1849. Millet schetste zijn modellen ter plekke en werkte ze in zijn atelier in de loop der jaren uit tot een schilderij met een duidelijke thematiek: de harmonie van het gezin. Niet alleen de beschermende moeder, maar ook de vader, die maar nauwelijks zichtbaar is op de achtergrond, speelt hierbij een belangrijke rol. Hardwerkend en discreet zorgt hij voor het eten dat zijn vrouw aan de kinderen geeft. Het spel van de ogen en handen van de kinderen verraadt de tederheid die tussen hen bestaat. De harmonie wordt nog versterkt door het kleurenspel van blauw en groen en door het licht waarin de scène baadt.

## Herkomst
In 1871 was het schilderij eigendom van de rijke kunstliefhebber mevrouw Maracci. Zij wilde een schilderij van Auguste-Joseph Herlin, destijds assistent-conservator van het museum, aan de stad Lille schenken. Herlin voelde zich hier opgelaten door en overtuigde haar om een werk van een andere kunstenaar te doneren. Hierbij viel de keuze op het schilderij van Millet.

## Afbeelding

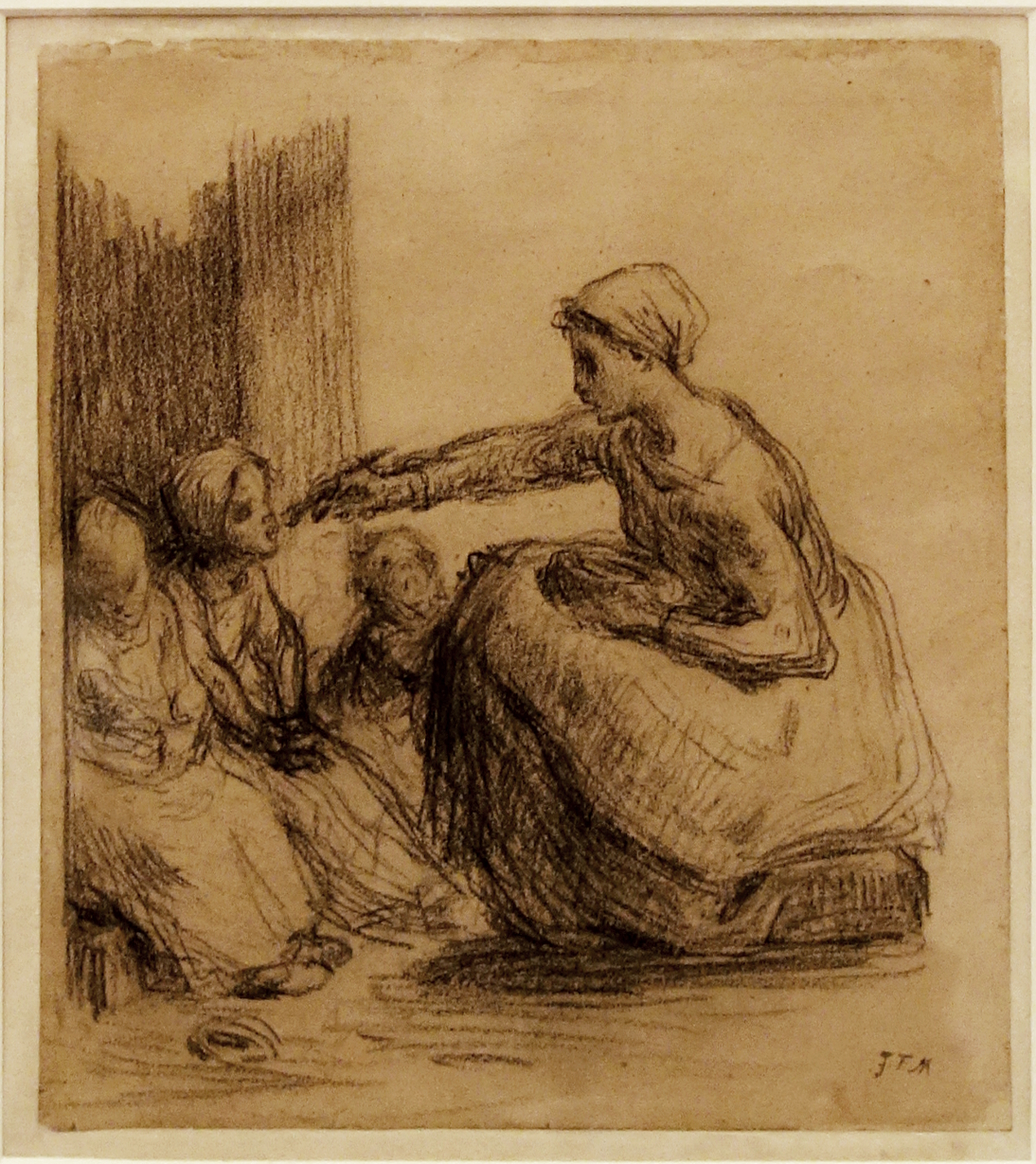
Voorbereidende schets (1848-1849)